# 佛吉亚
佛吉亚（Faurecia）是法国的全球汽车零配件供应商，总部位于巴黎西郊的南泰尔（Nanterre）。全球第九大汽车零部件供应商，每三辆车中就有一辆使用佛吉亚生产的零配件。佛吉亚致力于为汽车制造厂商提供高质量的创新产品、技术解决方案和服务，在汽车座椅、排放控制技术系统、汽车内饰和外饰四大业务领域居业界领先地位。2012年跃居北美第五大汽车配件和排放技术供应商。
全球汽车制造商斯泰蘭蒂斯是佛吉亚的控股股东，持有约46.3％的股份（至2019年4月28日），而佛吉亚则是一家独立公司。
佛吉亚的客户包括大众汽车集团，标致雪铁龙，雷诺-日产，福特，通用汽车，宝马，戴姆勒，菲亚特/克莱斯勒，丰田，现代起亚，捷豹路虎和比亚迪。佛吉亚拥有约12,2000名雇员，8,300名工程师和技术人员。该公司在全球37个国家/地区设有300多个生产基地和35个研发中心，2017年申请了403项专利。其中约有一半是按时生产的工厂。佛吉亚于2004年加入联合国全球契约。
2018年的创新研发资金达1.9亿欧元，投资于初创企业的资金为5千万欧元。
2021年8月14日佛吉亞與德国汽车照明和电子集团海拉（Hella）正式签署了合并协议，成为全球第七大汽车零部件供应商

## 起源
Faurecia由两家汽车零部件供应商Bertrand Faure和ECIA于1998年成立。

## 引用
1. ↑  . （原始内容存档于2020-10-27） （英语）.
2. ↑  Bourse, Zone. . www.zonebourse.com.   [2019-12-13]. （原始内容存档于2019-04-28） （法语）.
3. ↑  . Faurecia.   [2019-12-13]. （原始内容存档于2020-10-27） （英语）.
4. ↑  . （原始内容存档于2019-09-18） （英语）.